# Грегор Хеглер
Грегор Хеглер (Беч, 27. јун 1972) био је аустријски атлетичар чија је спацијалнос била бацање копља. Био је члан АК Беч из Беча. По занимању је машински инжењер. 
Три пута освајао је медаље на Летњој универзијади (1995—1999), две сребрне и једну бронзану, а 2001. био је другопласирани на првом Зимском купу Европе у бацачким дисциплинама.
Учествовао је на Олимпијским играма 2000. у Сиднеју, али није успео да даље од квалификација. Био је 17. са 80,89 м. 	
Три пута је учествовао на Светским првенствима. У Гетеборгу 1995. био је 18. са 76.40, Атини 1997. 10. 81,56 м. а у Савиљи 1997. 23. са 75,94 метра.
На европским првенствима 1998. у Будипешти је 10. (81,75 м), 2002. у Минхену 14. (78,40 м). 
Грегор Хеглер био је био четрнаест пута национални првак (1993-2003, 2006, 2008, 2010). Лични рекорд од 84,03 постигао је у Капфенбергу, јула 1999. Овај резултат је тренутни рекорд Аустрије.
Ради као тренер бацача диска Герхард Мајера и бацачице копља Елизабет Пауер, аустријских првака и рекордера у својим дисциплинама.